# George Maior (agronom)
George Maior (n. 15 iunie 1855, Șercaia, comitatul Făgăraș, Transilvania, azi în județul Brașov, România – d. 27 aprilie 1927, România) a fost un profesor universitar doctor, agronom, fitotehnist și patriot român. A fost primul profesor de fitotehnie la Școala Superioară de Agricultură de la Herăstrău și a predat științe naturale și limbi clasice la Seminarul Nifon Mitropolitul din București, contribuind semnificativ la dezvoltarea învățământului agronomic românesc.

## Biografie

### Copilărie și educație
George Maior s-a născut pe 15 iunie 1855 în comuna Șercaia, județul Făgăraș, într-o familie de plugari. A crescut într-un sat multietnic, locuit de români, sași și unguri, experiență care i-a influențat atitudinea față de relațiile interetnice. A absolvit clasele primare în satul natal, iar apoi a urmat cursurile liceului romano-catolic din Brașov, sub direcția lui Iacob Mureșanu, obținând diploma de bacalaureat în 1877. La recomandarea lui Petre S. Aurelian și Grigore Tocilescu, a primit o bursă pentru studii agronomice în Germania. A studiat la Școala Superioară de Agricultură de la Berlin și la Institutul Agronomic al Universității din Halle, unde a obținut titlul de doctor cu teza *Die tzigae rase*, devenind primul român cu această distincție la Halle. Întors în țară în 1880, a absolvit Facultatea de Filosofie și Litere a Școlii Normale Superioare din București în 1883, consolidându-și pregătirea umanistă.

### Carieră profesională
George Maior a început ca profesor de limbă română și latină la Seminarul Teologic din Roman (1883–1886), apoi a predat științe naturale la Seminarul „Veniamin Costachi” din Iași (1887). În 1888, a fost invitat ca profesor provizoriu la Școala Centrală de Agricultură de la Herăstrău, unde a ocupat Catedra de Agrologie și Fitotehnie, devenind primul profesor de fitotehnie al instituției. A activat aici timp de 38 de ani, până la pensionarea sa în 1926, fiind un model de competență didactică. A fost membru de onoare al societății „Progresul Silvic” (1910), membru al Comisiei permanente pentru instrucție din Ministerul Agriculturii (1911) și a colaborat la întocmirea *Enciclopediei Române* sub coordonarea lui C. Diaconovici. În 1899, a fost decorat cu Ordinul „Coroana României” în grad de Cavaler.
Maior s-a stins din viață pe 27 aprilie 1927. La înmormântare, personalități precum Nicolae Iorga, Mihail Sadoveanu și Gheorghe Ionescu-Șișești au ținut să-i aducă un omagiu.

## Activitate științifică

### Domenii de activitate
- Fitotehnie și agrologie
- Economie rurală și zootehnie
- Istoria agrară și relații interetnice

### Contribuții originale
George Maior a fost autorul monumentalei lucrări *Manual complet de agricultură rațională* în 8 volume (peste 4000 de pagini), unică în istoria bibliografiei agricole românești. Publicată între 1897 și 1923, lucrarea a inclus volume precum *Agrologia*, *Fitotehnia*, *Zootehnia* și *Economia rurală*, fiind utilizată ca bază pentru programele de învățământ agronomic. Volumul *Fitotehnie* i-a adus Premiul Academiei Române în 1899. A înființat primele pajiști cu *Lolium italicum* pe 6200 de pogoane, contribuind la dezvoltarea agriculturii montane.
Ca patriot ardelean, a militat pentru drepturile românilor din Transilvania, documentând în lucrări precum *O pagină din luptele românilor cu sașii* nedreptățile suferite de aceștia. A îmbogățit limbajul științific agricol românesc prin introducerea de termeni adaptați graiului popular.

### Recunoaștere internațională
Deși nu sunt menționate participări directe la conferințe internaționale, lucrările lui George Maior, precum *Politica agrară la români*, au fost apreciate pentru analiza profundă a istoriei agrare românești, contribuind la o mai bună înțelegere a situației agriculturii din regiune.

## Lucrări
- Agrologia, vol. I, București, Tip. „Socec”, 1898
- Fitotehnia, vol. II, București, Tip. „Socec”, 1898
- Zootehnie, vol. III, București, Ed. „Gobl”, 1905
- Economie rurală, vol. IV, București, Ed. „Gobl”, 1905
- Ipologia, vol. V, București, Ed. „Gobl”, 1905
- Creșterea, îngrășarea și utilizarea porcilor, vol. VI, București, Ed. „Gobl”, 1906
- Politica agrară la români: dezvoltarea chestiunii agrare în toate țările locuite de români din secolul XVII, XVIII și XIX, București, Tip. „Gobl”, 1906
- Avicultura sau creșterea păsărilor și puilor de curte, vol. VII, București, Tip. „Bucovina”, 1913
- Fânețele și pășunile de munte, vol. VIII, București, Tip. „Adevărul”, 1923
- Regatul României din punctul de vedere al agriculturii de Carol Freitag, București, Tip. „Basilescu”, 1898
- Școala Centrală de Agricultură de la Herăstrău și direcțiunea sa, București, Tip. „Lucrătorilor asociați”, 1902
- Curs de silvicultură (litografiat), București, 1906
- O pagină din luptele românilor cu sașii, pe terenul social, cultural și economic. Șercaia 1809-1909, București, Tip. „Universala”, 1910
- România agricolă. Studiu economic, București, Tip. „Universala”, 1911
- La hotară. Descrierea regiunii munților noștri din punct de vedere economic, București, Tip. „Universala”, 1913
- Valea Lotrului și importanța ei economică în trecut și prezent, București, Tip. „Universala”, 1913
- Pădurile grănicerilor români și secui din Transilvania și Banat, „Buletinul Agriculturii”, București, 1924
- Starea agriculturii țării înainte de răscoalele din 1907, „Viața Agricolă”, București, 1926

## Cinstirea lui George Maior
- Consiliul Local și Primăria din Șercaia i-au acordat lui George Maior titlul de Cetățean de Onoare - post-mortem al Comunei Șercaia.
- La pensionare, Ministerul Agriculturii l-a împroprietărit cu 25 ha de pământ, un gest simbolic de recunoaștere a contribuțiilor sale.

## In memoriam
George Maior este amintit ca un precursor al fitotehniei în România, un profesor dedicat și un patriot fervent. A fost apreciat pentru sobrietate, cinste și exigență, fiind un model pentru generațiile de agronomi.